# Eggert Gustavs
Eggert Gustavs, né le 6 octobre 1909 à Kloster/Hiddensee et mort le 13 janvier 1996 à Neuruppin, est un peintre allemand.

## Biographie

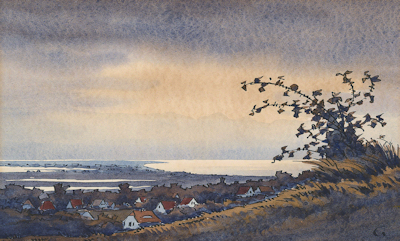
Inselblick, aquarelle (1960)

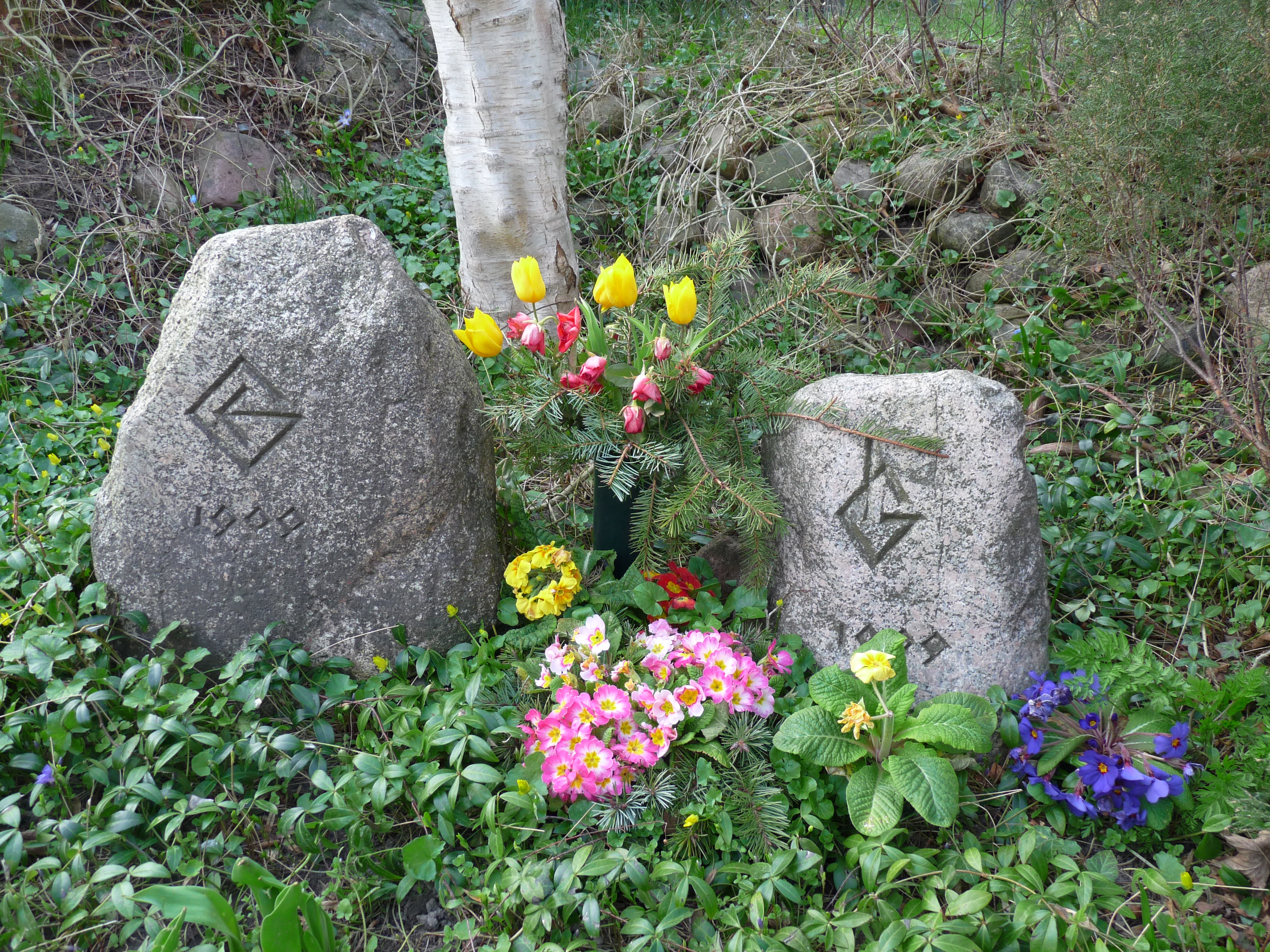
Tombe d'Eggert Gustavs et de sa femme Irene à Hiddensee

Plus jeune fils d'un pasteur de l'île de Hiddensee, il est né dans la cure du monastère de l'île. Son éducation, pendant les premières années, est acquise à la maison, avec ses frères et sœurs, auprès de précepteurs. À l'âge de neuf ans, il fréquente un pensionnat. De faible constitution, il est souvent malade et s'absente de l'école pour de longues périodes. Par conséquent, il ne peut recevoir un diplôme d'études collégiales régulier. 
Après un apprentissage de charpentier à Hambourg de 1928 à 1930, condition préalable à l'étude de l'architecture, il entre en 1932 à l'École d'art d'État de Hambourg. Wassily Kandinsky et le Bauhaus de Berlin ont, à partir de 1933, une influence décisive sur son art. Après la fermeture du Bauhaus, il est autodidacte en peinture et graphisme.
À partir de 1934, il vit comme artiste indépendant à Neuruppin. Dès 1939, il travaille aussi comme dessinateur technique. Pendant la Seconde Guerre mondiale, il est blessé et fait prisonnier de guerre en Sibérie. 
À son retour en Allemagne, en 1947, il reprend son travail d'artiste indépendant. Ses œuvres figuratives utilisent l'aquarelle et la gravure sur bois comme modes d'expression artistique privilégiés, bien qu'il ne néglige pas la peinture à l'huile, le pastel, le crayon et l'impression sur verre.  Le paysage est le genre majeure de son œuvre peinte, mais il donne aussi des portraits et aborde même à la bande dessinée.
Le travail de l'artiste se ressent de l'influence exercé par les décors naturels de son île native de Hiddensee. Il peint aussi les lacs et les forêts du Brandebourg et de Suisse, à l'instar des descriptions présentes dans les romans de l'écrivain allemand Theodor Fontane. À quelques exceptions près, ses tableaux sont de tailles moyenne ou petite. Ses peintures ont fait partie d'expositions à Potsdam, Rheinberg, Schwerin, Remscheid, Neuruppin et Barcelone, mais surtout sur l'île de Hiddensee.
Une partie importante de son travail est exposée au musée de l'île de Hiddensee. Plusieurs de ses œuvres sont toujours détenues par la famille ou sont entrées dans des collections particulières.

## Notes

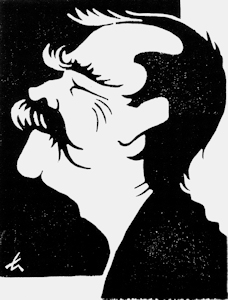
Schauspielerporträt (Portrait d'un acteur), 1949